# حصن براش
حصن براش وهو أحد الحصون الأثرية اليمنية القديمة ويقع هذا الحصن في أعلى قمة جبل مرتفع عن مستوى سطح البحر بحوالي (1500 متر) إلى الجنوب من مركز مدينة الطويلة.

## تاريخ
يذكر الهمداني في كتابه صفة جزيرة العرب هذا الحصن باسم "الباقر"، ويعد من الحصون البارزة والهامة التي ورد ذكرها في أحداث (628 - 619 هـ) أيام الملك "المسعودي الكامل"، وكما تشير المخلفات الأثرية على سطح الموقع والمتمثلة في كسر الفخار المحزوزة والملونة، وكذلك صهاريج المياه المحفورة في الصخر إضافة إلى المقابر التي على هيئة مصاطب مرتفعة عن الأرض والعناصر المعمارية التي لا تزال معالمها باقية والمباني التي تزيد من قوة السور من الناحية الشرقية، وبصورة عامة فإن هذه الحواجز الجدارية للأسوار التي يقام عليها عدد من الأبراج المزودة بالمزاغل والسقاطات الدفاعية تعتبر ظاهرة فريدة في الأبنية الحربية لتعزيز التحصينات وبالتالي يصعب مهاجمتها واختراقها.